# ROW Rybnik
Le ROW Rybnik (Klub Sportowy Rybnickiego Okręgu Węglowego Rybnik) est un club polonais de football basé à Rybnik. Le club a fusionné avec l’Energetyka Rybnik en 2003 pour former l’Energetyk ROW Rybnik.

## Historique
- 1964 : fondation du club

## Palmarès
- Coupe de Pologne de football
  - Finaliste : 1975